# 3, 2, 1 - La 1º corsa dei Puffi
3, 2, 1 - La 1º corsa dei Puffi (Smurf Racer!) è un videogioco di guida in grafica 3D per PlayStation e Microsoft Windows sviluppato da Artificial Mind & Movement e pubblicato dalla Infogrames nel 2001, ispirato ai personaggi del fumetto I Puffi.